# スペースワールド駅
スペースワールド駅（スペースワールドえき）は、福岡県北九州市八幡東区東田二丁目にある、九州旅客鉄道（JR九州）鹿児島本線の駅である。駅番号はJA23。

## 歴史
鹿児島本線枝光 - 八幡間の経路変更の一環として設置された。枝光駅と八幡駅は八幡製鐵所の敷地に沿って半円状に迂回する経路を通っていたが、東田地区が遊休地化したことに伴い、東田地区再開発計画が策定され、その際に最短経路に変更された。これにより枝光 - 八幡間の駅間距離は3.2 kmから2.2 kmに短縮されている。
1902年（明治35年）に九州鉄道が1891年（明治24年）に開通した小倉駅 - 黒崎駅間を、八幡東区茶屋町を通る「大蔵線」を廃止し、戸畑駅を経由する海沿いのルートに変更した際、八幡製鐵所工場敷地を迂回するルートとなった。1970年代以降、粗鋼生産の主力を君津製鐵所等へ移管したことや、戸畑地区への集約、第三技術研究所の千葉県富津市への移転等により、東田地区は遊休地となる。その遊休地の一部を利用する形で、1990年（平成2年）4月にテーマパーク「スペースワールド」が開園した。当初スペースワールドへは枝光駅が最寄り駅とされ、枝光駅よりスペースワールドに向かう歩道橋が設置された。
その後、東田地区再開発計画の一環として線路をスペースワールドの西側に移設し、急カーブを解消して距離を短縮する計画が進行し、1999年（平成11年）7月2日に高架化が完成すると同時にスペースワールドへの最寄駅として当駅が開業した。
駅名は公募により最多得票の「スペースワールド」に決定した。スペースワールド入園客の利便性を図るだけではなく、一連の計画による再開発地域の拠点とすることも目的として設置された駅である。スペースワールドのメインゲート付近に位置し、スペースワールドへは、駅から徒歩5分ほどであった。
2001年（平成13年）には駅前地区で北九州博覧祭2001が開催。期間中は特急「ソニック」「有明」の一部列車も停車した。多客期の特急臨時停車はその後も行われていた。
2018年（平成30年）1月1日の2時をもってスペースワールドは閉園したが、JR九州は「地元自治体（北九州市）などから駅名改称の要望は出ていない」として、閉園後も当駅の駅名を変更していない。ただし、朝と夜を除いて行われてきた快速列車の停車は、同年3月17日のダイヤ改正をもって行われなくなった。
その後、2022年（令和4年）4月28日のTHE OUTLETS KITAKYUSHUの開業にあわせ、再び主に土休日に限定した臨時停車が、一部の快速・特急列車で行われている。

### 年表
- 1997年（平成9年）4月18日：駅名が「スペースワールド」に決定[3]。
- 1998年（平成10年）7月16日：駅建設工事に着手[11]。
- 1999年（平成11年）7月2日：開業。みどりの窓口営業開始[12]。
- 2000年（平成12年）6月7日：自動改札機を設置し、供用開始[13]。
- 2009年（平成21年）3月1日：ICカード「SUGOCA」の利用を開始[14]。
- 2018年（平成30年）3月17日：快速停車駅から外れる[9]。
- 2022年（令和4年）3月12日：みどりの窓口の営業時間が短縮され、7時30分から19時までの営業となる[15]。
- 2022年（令和4年）4月26日：THE OUTLETS KITAKYUSHU開業に伴い、繁忙期の土休日に限り再び快速停車駅となり、博多駅発の特急「ソニック」1本が臨時停車を開始する。
- 2023年（令和5年）10月1日：駅体制の見直しに伴い、これまでJR九州サービスサポートによる駅業務受託となっていた業務委託駅から[16]、JR九州本体による直営駅へと変更される[17]。

## 駅構造
12両編成対応の島式ホーム2面4線を有する2階建ての高架駅。防風対策としてガラスのスクリーンを設けている。付近に残る東田第一高炉をイメージして駅舎の床・壁は煉瓦で構成され、側壁はスチール製となっている。カーブの途中に駅が存在するために上り小倉方面の停車列車は主に3番のりばを使用し、4番のりばを使用するのは一部の列車のみとなっている。下り博多方面・直方方面は乗降時の安全確保のため停車列車はすべて1番のりばに停車する。
4番線の内側（海側）を貨物線（複線）が通るが、信号等は設置されていない。当駅を境に枝光側で、旅客線と貨物線が分かれる。
みどりの窓口が設置されている。SUGOCAの使用が可能である。

### のりば
| のりば | 路線       | 方向 | 行先           | 備考                                                                                      |
| ------ | ---------- | ---- | -------------- | ----------------------------------------------------------------------------------------- |
| 1      | 鹿児島本線 | 下り | 折尾・博多方面 | 停車する下り列車はすべてこの番線（一部の臨時を除く）                                      |
| 2      | 鹿児島本線 | 下り | 折尾・博多方面 | 停車列車とホームとの隙間・段差が大きいため、基本的に利用しない （特急・快速などの通過線） |
| 3・4   | 鹿児島本線 | 上り | 小倉・下関方面 | 4番のりばは一部の列車のみ                                                                 |

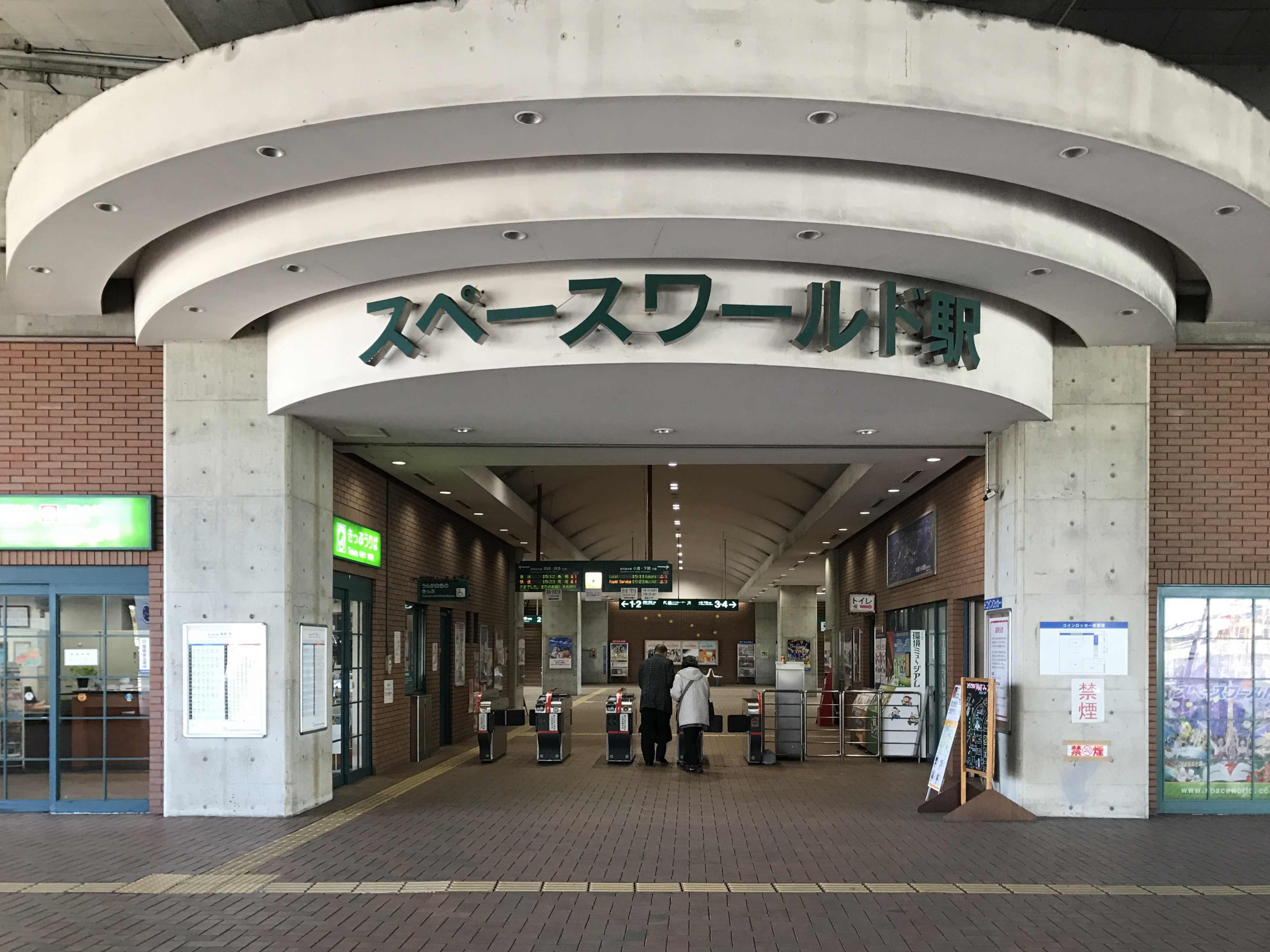
改札口（2017年3月）
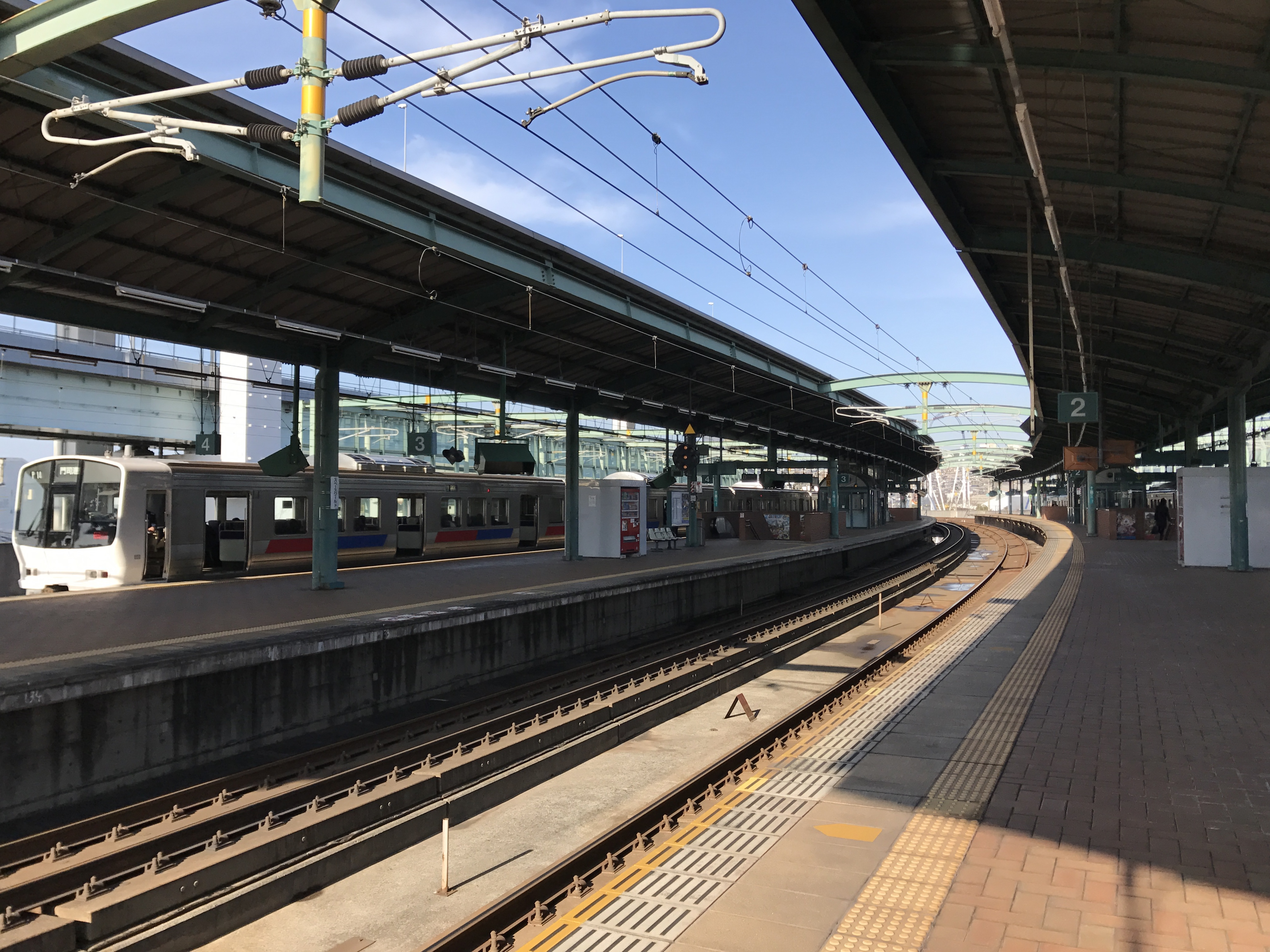
博多側寄りから望むホーム（2017年3月）
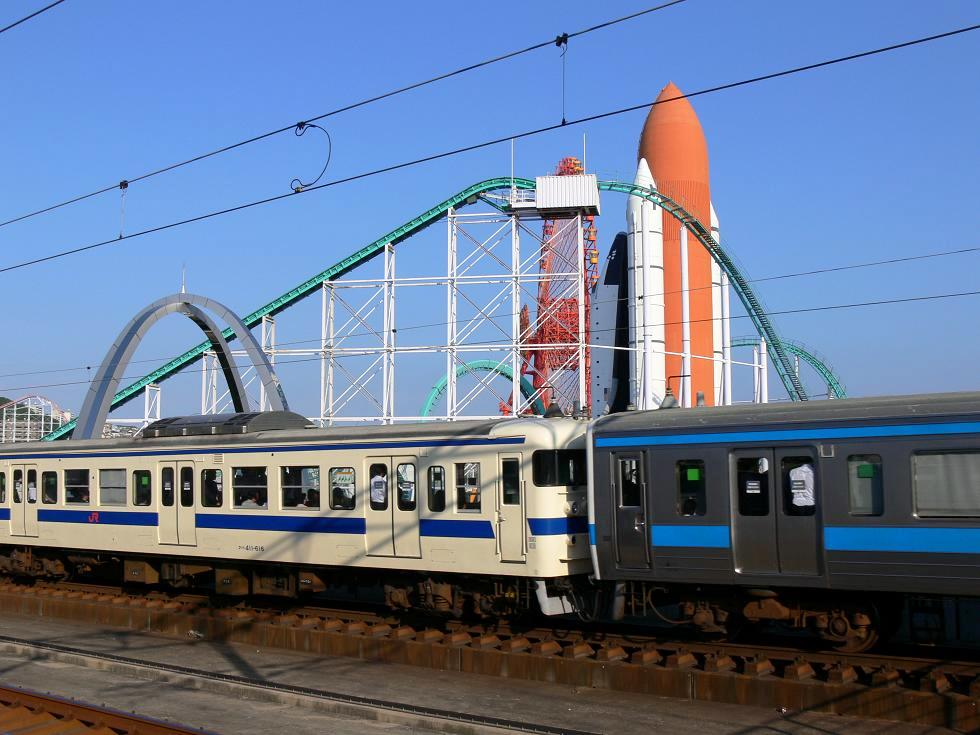
駅に到着する普通列車。背後は、スペースワールドのジェットコースター「ヴィーナスGP」（2005年9月）

## 利用状況
2023年度の1日平均乗車人員は3,048人であり、JR九州の駅としては第59位である。
JR九州及びとうけい北九州によると、近年の1日平均乗車人員の推移は下記の通り。
| 年度   | 1日平均 乗車人員 |
| ------ | ---------------- |
| 2000年 | 1,418            |
| 2001年 | 2,576            |
| 2002年 | 1,410            |
| 2003年 | 1,572            |
| 2004年 | 1,757            |
| 2005年 | 1,753            |
| 2006年 | 2,211            |
| 2007年 | 2,650            |
| 2008年 | 2,690            |
| 2009年 | 2,591            |
| 2010年 | 2,788            |
| 2011年 | 2,937            |
| 2012年 | 2,952            |
| 2013年 | 3,127            |
| 2014年 | 3,050            |
| 2015年 | 3,017            |
| 2016年 | 2,878            |
| 2017年 | 3,168            |
| 2018年 | 2,349            |
| 2019年 | 2,247            |
| 2020年 | 1,696            |
| 2021年 | 1,786            |
| 2022年 | 3,219            |
| 2023年 | 3,048            |

- 2001年は北九州博覧祭による利用増、2006年以降は当地から徒歩5分程度の距離にイオンモール八幡東が開店し、最寄り駅としての利用者が増加している。

## 駅周辺
当駅は日本製鉄（旧:新日本製鐵→新日鐵住金）八幡製鉄所の遊休地を利用した再開発地域に立地している。そのため駅周辺地区は幅の広い道路と区画の整った土地のあり電線が埋設された現代的な街並みで、大規模施設が立地している。駅の北を通る高架道路は北九州高速5号線である。駅の南西に建つ東田第一高炉は日本初の近代製鉄用高炉である。スペースワールド営業時は、ジェットコースターの音がホームまで聞こえてくる駅であった。

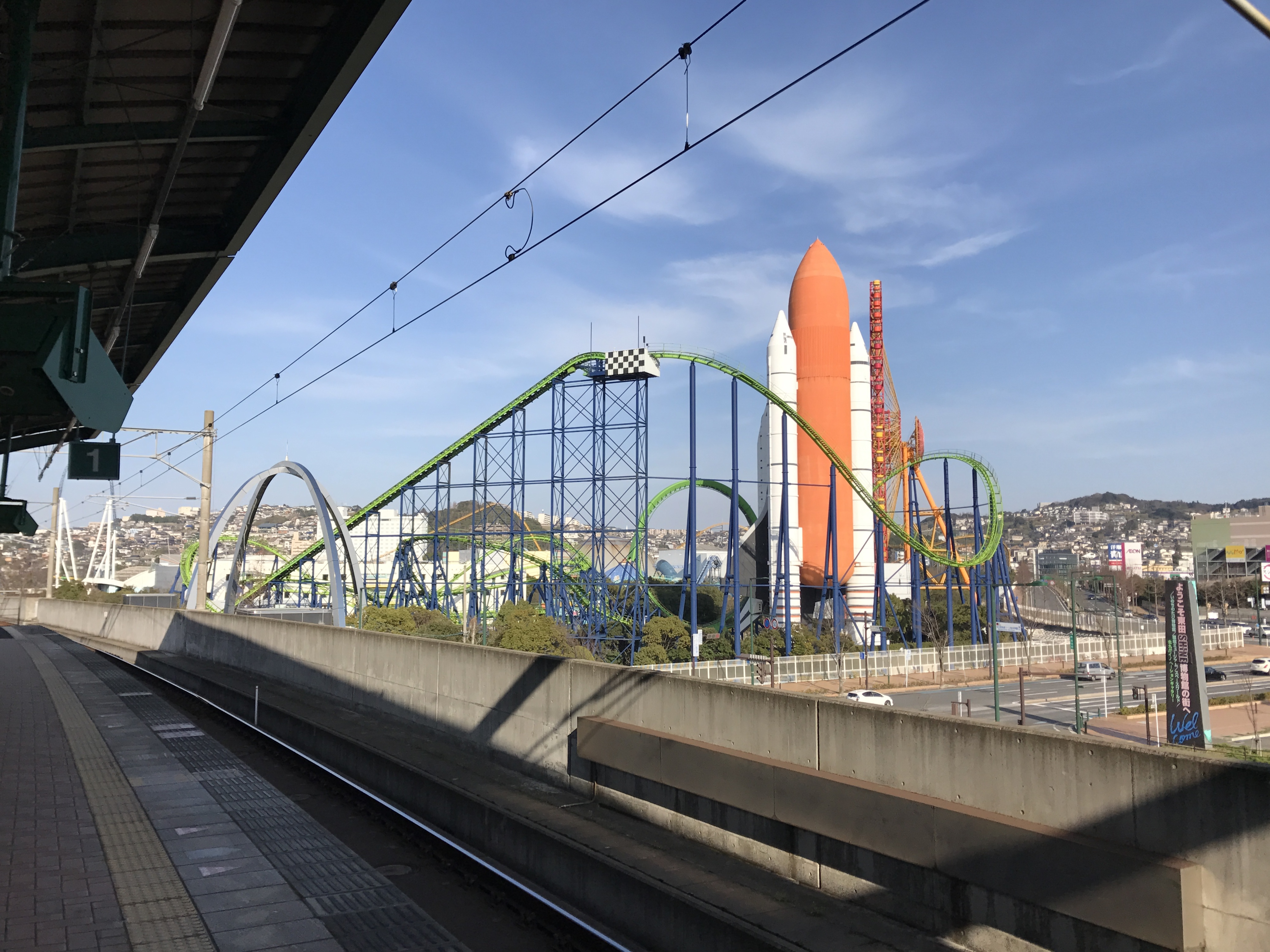
駅からスペースワールドを見る（2017年3月）

- 日本製鉄九州製鉄所八幡地区（旧：八幡製鉄所）[1]
- SPORTS DEPOスペースワールド駅前店
- GOLF5スペースワールド駅前店
- 北九州高速5号線枝光出入口
- イオンモール八幡東
- THE OUTLETS KITAKYUSHU
  - 北九州市科学館（スペースLABO）
- 東田第一高炉史跡広場
- 北九州市立いのちのたび博物館
- 北九州市環境ミュージアム
- 北九州イノベーションギャラリー
- ベスト電器八幡本店
- 国道3号
- 製鉄記念八幡病院
- 北九州市立中央中学校
- 北九州市立八幡小学校
- 高炉台公園・高炉台球場・八幡東体育館
- 大谷球場

## 隣の駅
九州旅客鉄道（JR九州）
 鹿児島本線
- 特急「ソニック」臨時停車駅（土休日の11号のみ）

■快速（土休日の一部の列車のみ臨時停車）
戸畑駅 (JA25) - スペースワールド駅 (JA23) - 八幡駅 (JA22)
■区間快速・■普通
枝光駅 (JA24) - スペースワールド駅 (JA23) - 八幡駅 (JA22)